# Лі Егню
Лі Егню (англ. Lee Agnew; нар. 13 січня 1971, Данфермлін, Шотландія) — шотландський барабанщик, перкусіоніст і автор пісень. Найбільш відомий як учасник шотландського хард-рок гурту Nazareth.

## Біографія
Лі Егню народився 13 січня 1971 року в шотландському місті Данфермлайн у сім'ї Пітера Егню — бас-гітариста хард-рок гурту Nazareth.
Перші уроки гри на ударних Лі отримав від Ронні Далрімпла (Ronnie Dalrymple).
Раніше він грав у групах Iron Hoarse, Dougie McClain Band та Trouble In Doogie Land, у якій разом із ним був Джимм Мюррісон.
30 квітня 1999 року несподівано для всіх помер барабанщик гурту Nazareth Даррелл Світ. Приголомшена цією трагічною подією група скасувала турне і повернулася до Шотландії. Майбутнє Nazareth залишалося незрозумілим протягом наступних кількох місяців. Після кількох зустрічей група вирішує, що Даррелл не хотів би, щоб вони розпалися. Як данина поваги Дарреллу, група обрала Лі Егню, старшого сина Піта, на місце ударника Nazareth. Таким чином, з серпня 1999 року і до цього дня Лі Егню є барабанщиком групи.